# برونیسواف گرمک
برونیسواف گرمک (لهستانی: Bronisław Geremek؛ ۶ مارس ۱۹۳۲ – ۱۳ ژوئیهٔ ۲۰۰۸) یک سیاست‌مدار و تاریخ‌دان اهل لهستان و از اکتبر ۱۹۹۷ تا ژوئن ۲۰۰۰ وزیر امور خارجه این کشور بود.
وی در ۱۳ ژوئیه ۲۰۰۸ در یک حادثه رانندگی درگذشت.